# جاك ستوفال
جاك ستوفال (بالإنجليزية: Jack Stovall)‏ هو مدير فني أمريكي، ولد في عقد 1930.